# Напа, Хильмар
Хильма́р Эдуа́рдо На́па Кайсе́до (исп. Gilmar Eduardo Napa Caicedo; род. 5 января 2003, Мачала) — эквадорский футболист, вратарь клуба «Эмелек».

## Клубная карьера
Напа — воспитанник клуба «Оренсе». 21 ноября 2021 года в матче против ЛДУ Кито он дебютировал в эквадорской Примере. В начале 2023 года Напа перешёл в «Эмелек».

## Международная карьера
В 2019 году Напа в составе юношеской сборной Эквадора принял участие в юношеском чемпионате Южной Америки в Перу. На турнире он был запасным и на поле не вышел. В том же году Гилмар принял участие в юношеском чемпионате мира в Бразилии. На турнире он вновь был запасным и участие в матчах не принял.
В 2023 году в составе молодёжной сборной Эквадора Напа принял участие в молодёжном чемпионате Южной Америки в Колумбии. На турнире он сыграл в матчах против сборных Чили, Боливии, Бразилии, Колумбии, Парагвая, а также дважды против Венесуэлы и Уругвая. 
В том же году Напа принял участие в молодёжном чемпионате мира в Аргентине. На турнире он сыграл в матчах против команд США, Словакии, Фиджи и Южной Кореи.